# تقييم سابق للتخدير
التقييم السابق للتخدير أو تقييم ما قبل التخدير (ويسمى أيضًا فحص ما قبل التخدير (PAC) أو ببساطة ما قبل التخدير) هو فحص طبي يقوم بها مقدم التخدير قبل العملية، لتقييم الحالة البدنية للمريض وأي مشاكل لطبية أو أمراض قد يعاني منها المريض. الهدف من التقييم هو تحديد العوامل التي تزيد بشكل كبير من خطر حدوث مضاعفات، وتعديل الإجراء بشكل مناسب. الهدف هو تحديد تقنيات التخدير المناسبة التي سيتم استخدامها، لضمان سلامة الرعاية المحيطة بالجراحة، والاستخدام الأمثل للموارد، وتحسين النتائج، ورضا المرضى، مع الأخذ في الاعتبار عوامل وظروف الخطر الفردية والشخصية. يتضمن التقييم السابق للتخدير النظر في المعلومات من مصادر مختلفة تشمل السجلات الطبية السابقة والمقابلة والفحص البدني، بالإضافة إلى نتائج الاختبارات الطبية والمخبرية.
وقد تم نشر توصيات عامة في الولايات المتحدة وفي الهند.
وقد تم اقتراح أسلوب تذكيري لتقييم ما قبل التخدير، لضمان تغطية جميع الجوانب. يتم تشغيله أبجديًا:
أ – التاريخ الإيجابي. قناة هوائية
ب – هيموجلوبين الدم، وتقدير فقدان الدم، وتوافر الدم؛ عمليه التنفس
ت – الفحص السريري . الأمراض المصاحبة
ث- الأدوية التي يستخدمها المريض. تفاصيل التخدير والعمليات الجراحية السابقة
ج – تقييم التحقيقات. نقطة النهاية لتناول القضية لإجراء عملية جراحية
ح - حالة السوائل. صيام ما قبل الجراحة
خ – إعطاء الحالة البدنية؛ الحصول على الموافقة.